# Ogura Yuki

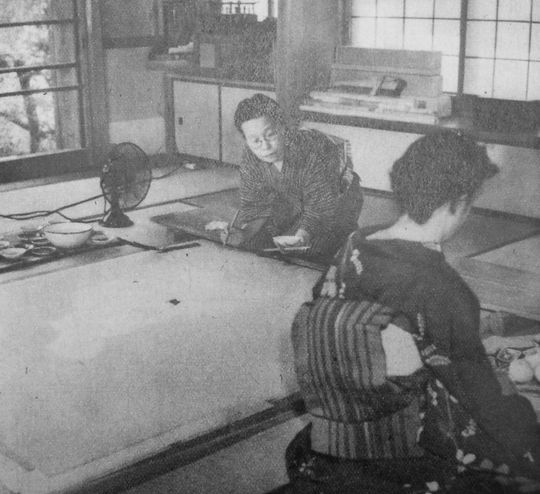
Ogura Yuki, 1948

Ogura Yuki (japanisch 小倉 遊亀, eigentlich: Mizogami Yuki (溝上 ゆき); geb. 1. März 1895 in Ōtsu; gest. 23. Juli 2000) war eine japanische Malerin der Nihonga-Richtung in der Shōwa-Zeit.

## Leben und Werk
Ogura machte 1917 ihren Schulabschluss an der Höheren Frauenschule in Nara mit ihren Spezialgebieten japanische und chinesische Literatur. Sie übernahm dann 1919 eine Stelle als Lehrerin an der Yokohama Sōshin-Schule für Mädchen, begann aber daneben ein Studium der Malerei unter Yasuda Yukihiko. Ihr Talent wurde schnell auch von Kobayashi Kokei und Hayami Gyoshū erkannt. Sie gewann 1926 auf der 13. Inten, also auf der jährlichen Ausstellung des Nihon Bijutsuin, ihre erste Auszeichnung mit dem Bild „Gurken“ (胡瓜, Kyūri). – Ogura stellte daraufhin auch in den folgenden Jahren auf der Inten aus und wurde 1928 mit ihrem Bild „Frühsommer“ (首夏, Shuka), das von Kaburagi Kiyokata als hervorragend bewertet wurde, als „Freund“ des Instituts akzeptiert.
Auf der 13. Inten reichte Ogura ein Bild mit dem Titel „Erdbeeren“ (苺, Ichigo) ein, das sie für die volle Mitgliedschaft im Nihon Bijutsuin qualifizierte. Sie konzentrierte sich dann auf fröhliche, intime Themen und wurde bekannt für ihre Bilder von Frauen, für ihre Akte, die alle humorvoll mit einem Hauch Abstraktion gestaltet sind. 1953 gewann sie den „Uemura-Shōen-Preis“, 1954 den Förderpreis des Kultusministers (芸術選奨文部大臣賞, Geijutsu senshō mombu daijin shō), 1956 den Großen Mainichi-Preis für schöne Künste und 1962 den Preis der Japanischen Akademie der Künste und wurde 1976 Mitglied der Akademie. 1978 wurde sie als Person mit besonderen kulturellen Verdiensten ausgezeichnet, 1980 erhielt sie den Kulturorden.
Repräsentative Werke Oguras sind „Badende Frauen“ (浴女 その一, Yokujo sono ichi; 1938), „Badende Frau“ (湯浴み女, Yuami onna; 1939) im Nationalmuseum Tōkyō, „Ruhepause der kleinen Yu“ (コーちゃんの休日, Yū-chan no kyūjitsu; 1960) und „Tänzerin“ (舞妓, Maiko; 1969) im Nationalmuseum Kyōto.